# Сити ов Крид (Колорадо)
Сити ов Крид (енгл. City of Creede) град је у америчкој савезној држави Колорадо.

## Демографија
По попису из 2010. године број становника је 290.
| Група             | 2000.    | 2010.       |
| Белци             | 0 (0,0%) | 277 (95,5%) |
| Афроамериканци    | 0 (0,0%) | 2 (0,7%)    |
| Азијати           | 0 (0,0%) | 0 (0,0%)    |
| Хиспаноамериканци | 0 (0,0%) | 6 (2,1%)    |
| Укупно            | 0        | 290         |